# Field emission display

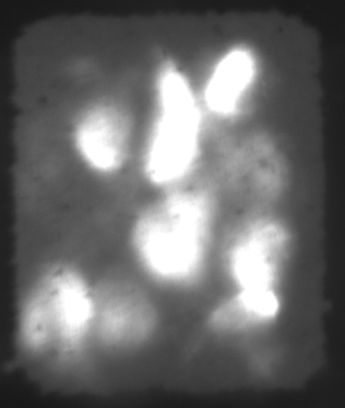
Primo piano di un pixel del FED

I field emission display (FED) sono una tecnologia di display che fa uso di fosfori per emettere luce.

## Descrizione
Concettualmente il principio sul quale si basano è simile a quello dei tubi a raggi catodici: vi è sempre la presenza di un cannone elettronico pilotato da un campo magnetico in modo tale da colpire i fosfori voluti, ma invece di avere un unico cannone, a ciascun pixel ne viene associato uno, ognuno dei quali è rappresentato da una moltitudine di nanotubi di carbonio. Questo porta ad avere un display molto piatto.
I FED possono essere costruiti in questo modo: substrato, catodo comune, ballast resistor, isolante (ossido di silicio per esempio), gate ed un altro substrato accoppiato al primo su cui sono presenti i fosfori e gli anodi. I nanotubi di carbonio sono inseriti nei buchi nel gate e nell'isolante, fino al ballast resistor. Pilotando opportunamente i triodi, si produce l'emissione di elettroni dai nanotubi per effetto del campo elettrico; questi elettroni andranno a colpire i fosfori corrispondenti generando così luce.
Il problema maggiore è posizionare i nanotubi di carbonio nelle desiderate via hole con un processo a bassa temperatura: nelle tecniche odierne la temperatura dei nanotubi può superare anche i 700 °C.
Nel maggio del 2005 Motorola presentò un prototipo di FED basato sui nanotubi di carbonio, denominato nano-emissive display (NED), ma in seguito l'azienda ha interrotto le sperimentazioni su questa tecnologia.